# Pedicularis ochrorrhyncha
Pedicularis ochrorrhyncha är en snyltrotsväxtart som beskrevs av Anatol I. Galushko och T. N. Popova. Pedicularis ochrorrhyncha ingår i släktet spiror, och familjen snyltrotsväxter. Inga underarter finns listade i Catalogue of Life.